# Lithobius saussurei
Lithobius saussurei är en mångfotingart som beskrevs av Anton Julius Stuxberg 1875. Lithobius saussurei ingår i släktet Lithobius och familjen stenkrypare. Inga underarter finns listade i Catalogue of Life.